# Гонконгский трамвай

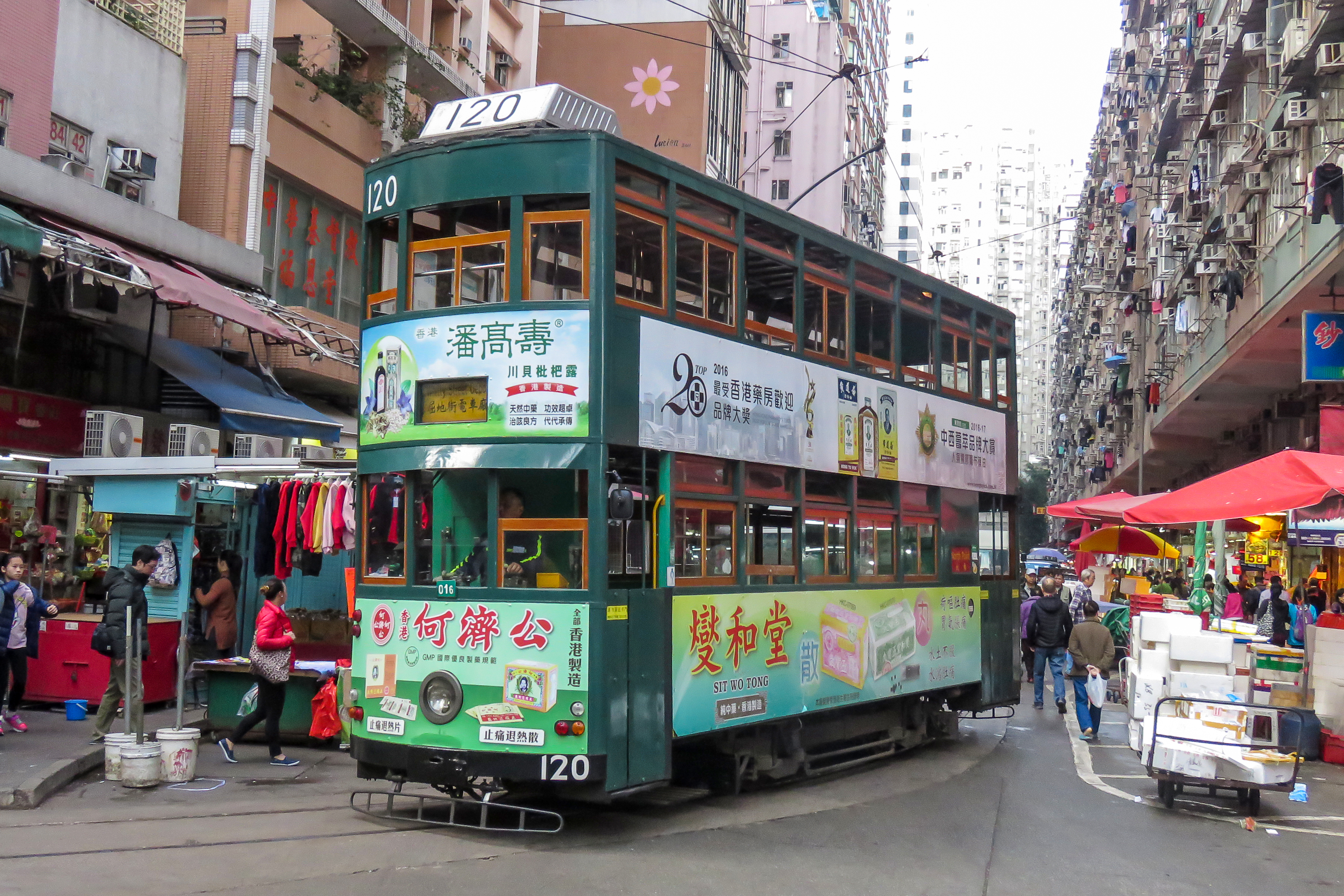
Трамвай-даблдекер (#120) — единственный из всего подвижного состава, сохранивший облик 1950-х годов

Гонко́нгский трамва́й — наземная трамвайная система Гонконга, одна из трёх систем мира, где на постоянной основе используются трамваи-даблдекеры (две другие — в Блэкпуле и Александрии), и единственная в мире, использующая исключительно даблдекеры. Также имеет крупнейший в мире парк двухэтажных трамваев (160 вагонов).
Трамвайная линия расположена на острове Гонконг между районами Саукэйвань и Кеннеди-Таун с ответвлением на Хэппи-Вэлли. Линией, имеющей 120 остановок, ежедневно пользуются около 200 000 человек, стоимость проезда составляет HK$3 (HK$1,5 для детей). Трамвайная линия в Гонконге была открыта в 1904 году, таким образом, это один из наиболее старых видов общественного транспорта в Гонконге. Трамваи Гонконга выполняют не только транспортную функцию, но также стали достопримечательностью города.
Владельцем и оператором трамвайной системы Гонконга с октября 2020 года является компания RATP Dev Asia, дочерняя структура французской группы RATP.
Существуют 7 основных маршрутов:
- Shau Kei Wan ↔ Western Market
- Shau Kei Wan ↔ Happy Valley
- Shau Kei Wan ↔ Kennedy Town
- North Point ↔ Whitty Street
- Happy Valley ↔ Kennedy Town
- Causeway Bay ↔ Whitty Street
- Western Market ↔ Kennedy Town